# سي باري
سي باري (بالإنجليزية: Sy Barry)‏ هو رسام بالرصاص أمريكي، ولد في 12 مارس 1928 في نيويورك في الولايات المتحدة.